# جزيرة بكلان (ميدي)

تعديل مصدري - تعديل

جزيرة بكلان هي إحدى جزر مديرية ميدي التابعة لمحافظة حجة، بلغ تعداد سكانها 158 نسمة حسب تعداد اليمن لعام 2004.